# Qualea tessmannii
Qualea tessmannii är en tvåhjärtbladig växtart som beskrevs av Gottfried Wilhelm Johannes Mildbraed. Qualea tessmannii ingår i släktet Qualea och familjen Vochysiaceae. Inga underarter finns listade i Catalogue of Life.